# Гидроцины
Гидроцины, или тигровые рыбы (лат. Hydrocynus) — род крупных лучепёрых рыб семейства африканских тетр. Название рода происходит от древнегреческих слов ὕδωρ («вода») + κύων («собака»). Эндемики Африки. Род содержит пять видов, все в народе известны как «африканские тигровые рыбы» из-за их свирепого хищнического поведения и других характеристик, делающих их отличными объектами для спортивной рыбалки. Представители рода Hydrocynus — единственные пресноводные рыбы, способные хватать пролетающих над водой птиц. Достигают длины от 25 см (H. tanzaniae) до 133 см и массы около 50 кг (большая тигровая рыба). 

## Виды
5 видов:
- Hydrocynus brevis (Günther, 1864)
- Hydrocynus forskahlii (Cuvier, 1819)
- Гигантский гидроцин, или большая тигровая рыба[1] (Hydrocynus goliath) Boulenger, 1898
- Hydrocynus tanzaniae B. Brewster, 1986
- Обыкновенная тигровая рыба[6] (Hydrocynus vittatus) Castelnau, 1861

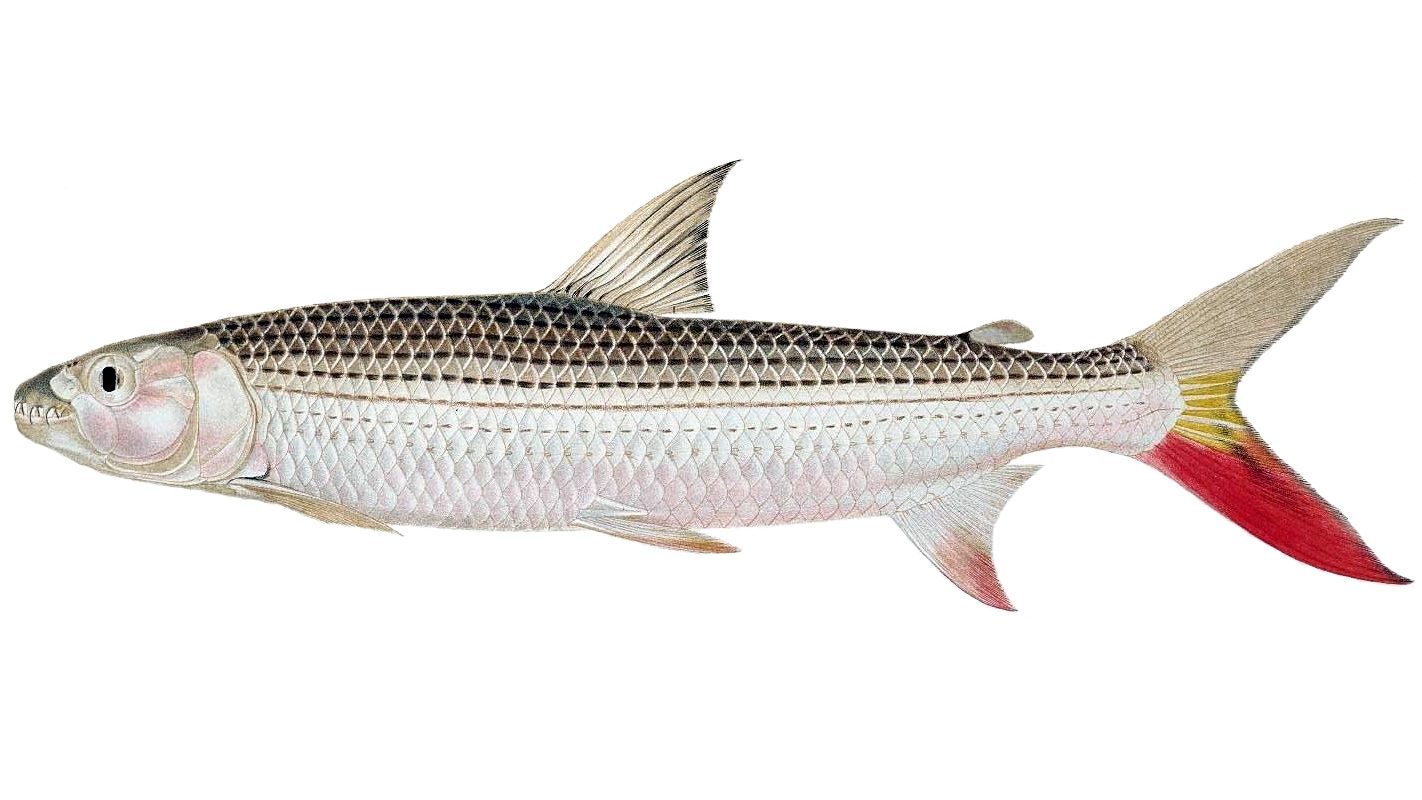
Hydrocynus forskahlii
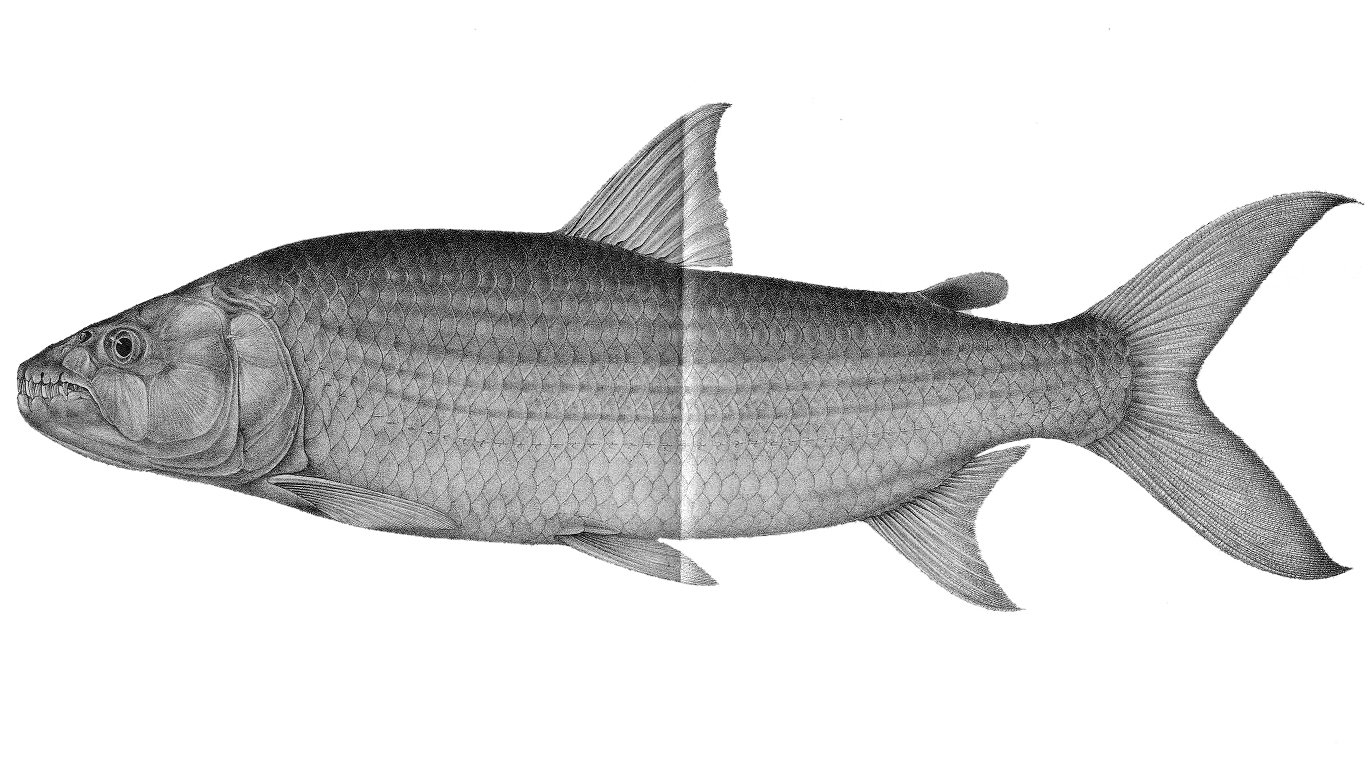
Hydrocynus brevis
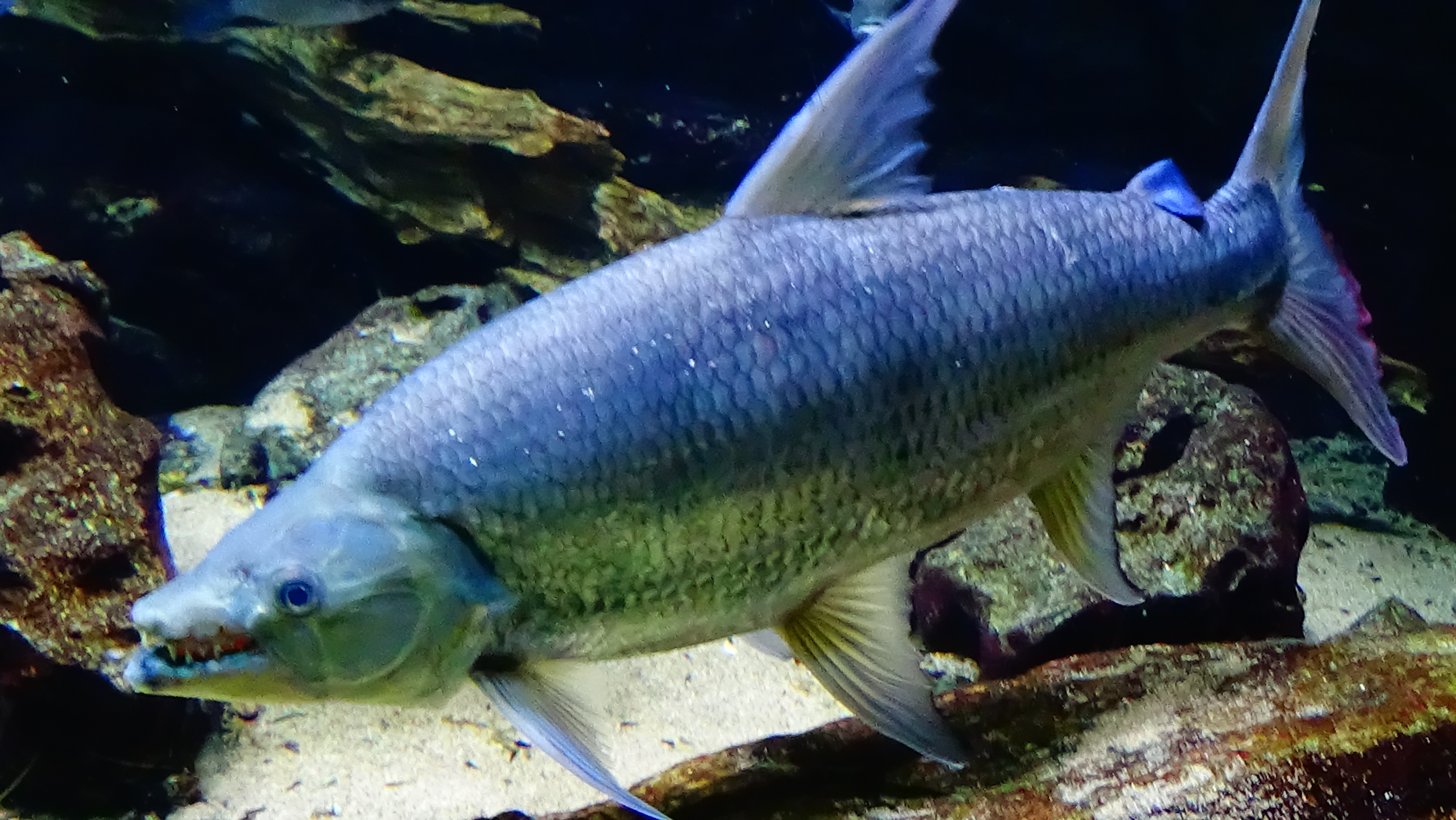
Большая тигровая рыба
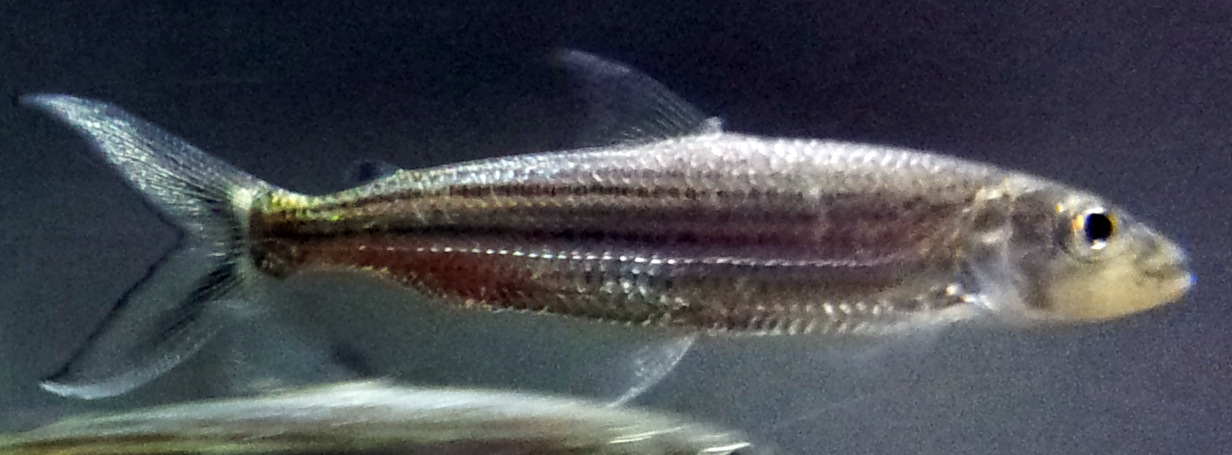
Hydrocynus tanzaniae